# Tommy Godwin
Thomas Charles "Tommy" Godwin (5 de novembro de 1920 — 3 de novembro de 2012) foi um ciclista de pista britânico, natural de Connecticut, Estados Unidos. Foi ativo durante os anos 40 de 50 do século XX.
Em 1948, Godwin participou dos Jogos Olímpicos, em Londres, ganhando duas medalhas de bronze: uma na prova de contrarrelógio, atrás de Jacques Dupont e Pierre Nihant; e a outra em perseguição por equipes, juntamente com Wilfred Waters, Alan Geldard e David Ricketts.